# 阿杜尔河畔蓬通克斯
阿杜尔河畔蓬通克斯（法語：Pontonx-sur-l'Adour，法語發音：[pɔ̃tɔ̃ks syʁ laduʁ]）是法国朗德省的一个市镇，位于该省中部偏南，阿杜尔河左岸，属于达克斯区。

## 地名
该地名“Pontonx-sur-l'Adour”发音为[pɔ̃tɔ̃ks syʁ laduʁ]，字母“x”发音，《世界地名翻译大辞典》与《世界地名译名词典》将其误译作“阿杜尔河畔蓬通”。

## 地理
阿杜尔河畔蓬通克斯（43°47'16"N, 0°55'34"W）面积49.42 平方千米，位于法国新阿基坦大区朗德省，该省份为法国西南部沿海省份，是法國本土面积第二大的省，北起吉倫特省，西临大西洋，南至大西洋比利牛斯省，东临热尔省，东北与洛特-加龍省接壤。
与阿杜尔河畔蓬通克斯接壤的市镇（或旧市镇、城区）包括：贝加尔、古斯、拉吕克、普雷沙克莱班、圣让德利耶、圣樊尚德保罗、泰蒂约、古尔伯拉、莱斯戈尔。
阿杜尔河畔蓬通克斯的时区为UTC+01:00、UTC+02:00（夏令时）。

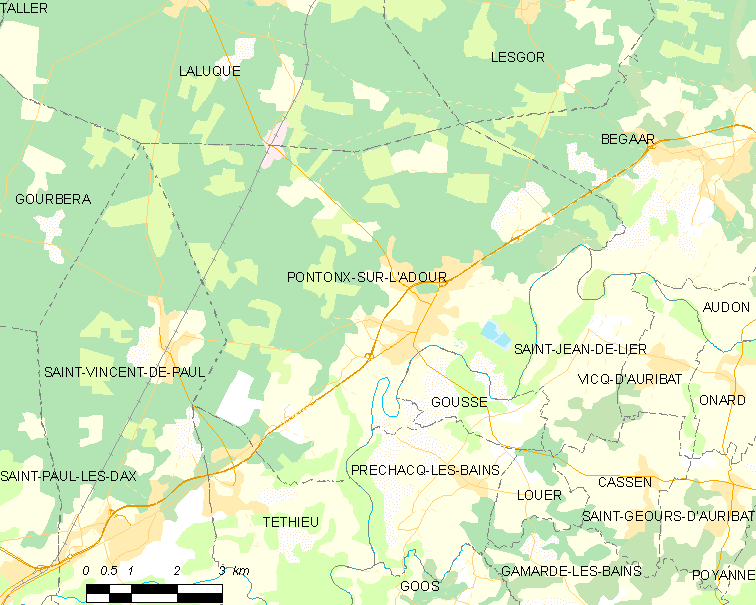
阿杜尔河畔蓬通克斯的OSM定位图

## 行政
阿杜尔河畔蓬通克斯的邮政编码为40465，INSEE市镇编码为40230。

## 政治
阿杜尔河畔蓬通克斯所属的省级选区为莫尔桑克斯-塔尔塔斯地区县。

## 交通
朗德省省道D10线、D42线、D42E线、D150线、D425线和D824线经过境内。
朗德省城际客运巴士01号线经过境内，可连接蒙德马桑和达克斯。

## 人口

1962-2008年间阿杜尔河畔蓬通克斯人口变化图示

阿杜尔河畔蓬通克斯于2022年1月1日时的人口数量为2975人。